# 井田武雄
井田 武雄（いだ たけお、嘉永4年10月8日（1851年11月1日） - 昭和8年（1933年）5月22日）は、日本の医師、実業家、政治運動家。号は陸舟。鳥取県西伯郡中浜村（現在の境港市）出身。四谷病院、後楽堂医院長。東京府平民。

## 経歴
井田義枝の次男として生まれた。
慶応元年（1865年）長崎に出て長崎養生所（現・長崎大学医学部）に学び、蘭方医学を修めた。
明治7年（1874年）長崎養生所を出た。明治10年（1877年）の西南戦争に警視庁医員として従軍し功をたてる。明治11年（1878年）海軍軍医に転じ、軍艦「鳳翔号」軍医として朝鮮に派遣され、朝鮮人の診療に活躍した。
帰国後海軍を辞し、養神病院長となり、明教生命保険の設立計画をした。また、政府高官であった大隈重信、板垣退助らの後援を得て、佐々友房、柴四朗、荒尾精らと謀り、東方通商協会を設立して、本部を上海に置き、東亜問題に画策した。
明治28年（1895年）日清戦争後の台湾の帰属問題から、台湾島民の反乱となり、日本軍の出兵、台湾占領に至る。この折に武雄は台湾一等公医となり、台湾ペスト病院長として赴任した。台北にあって荒尾などと調停の努力をしたが　同志荒尾の死去にあい、また武雄自身も、日本官憲の台湾島民に対する暴挙に抗議し、却って土匪教唆として投獄されたりして、その志は断たれた。これにより勲六等を褫奪された。
東京に帰った武雄は明治30年（1897年）四谷病院長となり、その経営にあたり、大正3年（1914年）幸楽病院長として診療に従事した。昭和に入って同病院の顧問として働きながらも、東亜問題については有志と通じていたという。

## 家族・親族

### 井田家
（鳥取県西伯郡中浜村（現在の境港市）、東京市四谷区永住町（現東京都新宿区四谷））
井田家は上総国武射郡坂田城主井田刑部大輔の末裔とされ、武雄は刑部大輔より25世の子孫であると称している。上杉謙信、武田勝頼、徳川秀忠等が井田家の祖先に送った書簡（手紙）を家宝として所蔵する。
- 妻・勤衛（東京府士族・小川實長女[1]）

明治17年（1884年）4月生 - 没
- 男・保雄[1]
- 養女・愛子（東京府士族・小川實二女は東京府平民・堀繁蔵に嫁す[1]）

明治26年（1893年）8月生 - 没
- 女・照代[1]

明治35年（1902年）8月生 - 没
- 女・文英[1]

明治36年（1903年）8月生 - 没
- 二男・公次[1]

明治37年（1904年）9月生 - 没
- 四男・清[1]

明治40年（1907年）5月生 - 没
- 五男・秀雄（東京府平民・市川留吉の養子となる[1]）

明治42年（1909年）9月生 - 没

## 関連人物
- 柴四朗
- 荒尾精
- 佐々友房